# Falsomesosella javanica
Falsomesosella javanica är en skalbaggsart som beskrevs av Stefan von Breuning 1960. Falsomesosella javanica ingår i släktet Falsomesosella och familjen långhorningar. Inga underarter finns listade i Catalogue of Life.